# Кардиоваскуларно здравље лезбијки и бисексуалних жена
Кардиоваскуларно здравље лезбијки и бисексуалних жена значајно је лошије у поређењу са хетеросексуалним особама. То је показала недавна анализа која је проценила потенцијални утицај појединих фактора на здравље кардиоваскуларног система која је спроведена између група сексуалне оријентације, од 169.434 особе које су живеле у 21 граду у Француској.  Она је показала да лезбијке и бисексуалне жене имају ниже резултате кардиоваскуларног здравља од својих хетеросексуалних колега. Иако су здравствени диспаритети који погађају хомосексуалце, лезбијке и бисексуалне особе познати деценијама, обим и узроци су и дање нејасни, па се за ову област може рећи да „покреће више питања него што има одговора“.

## Епидемиологија
Пол, родни идентитет и сексуална оријентација кључни су показатељи демографске разноликости на глобалном нивоу. Пол и род се често мешају под претпоставком да су међусобно одређени и да се не разликују један од другог; међутим, све већа видљивост трансродних и интерсексуалних популација, као и напори да се побољша истраживање пола и рода у многим научним областима, показали су потребу да се преиспита и утицај пола и род на кардиоваскуларно здравље. На то је свакако утицала и чињеница да су пол, род и сексуална оријентација кључни аспекти идентитета који могу бити од утицаја не само на искуства са дискриминацијом, и исходима кроз животни ток,  већ и на здравље,  па и оно кардиоваскуларно.
Здравствени диспаритети код сексуалних мањине су сложени и повезани су са безброј фактора, који произилазе из изложености различитим нивоима одређених стресора и различитим искуствима приступа здравственој заштити и социоекономским околностима у поређењу са хетеросексуалним особама. Утицаји на кардиоваскуларно здравље који су такође мултифакторски укључују многе факторе животне средине и начина живота, укључујући исхрану, пијење алкохола, пушење дувана, стрес и сиромаштво. Истраживањем је откривено и то да је ниво образовања, лезбијке или бисексуалне жене био од утицаја на ниже резултате кардиоваскуларног здравља и стога лошије здравље срца од хетеросексуалних жена.

### Мањински стресори
ЛГБТ+ одрасле сособе свакодневно се суочавају са јединственим индивидуалним/интраперсоналним стресорима због самостигме,  одбацивања и прикривања. Штавише, ЛГБТ+ особе доживљавају велики број интерперсоналних стресора ( дискриминацију, породично одбацивање и насиље)  који су повезани са већом стопом употребе супстанци, лошим менталним здрављем и кардиометаболичким ризиком током животног века. Упркос ограниченим доказима, структурални стресори такође могу да угрозе здравље ЛГБТ+ одраслих. У 2018. години, <50% ЛГБТ+ особа је живело у државама које су имале законе о недискриминацији о запошљавању или јавном смештају (нпр болнице и школе). Постоје и закони који експлицитно кодификују дискриминацију, као што су они који спречавају трансродне особе да користе јавне тоалете који су у складу са њиховим родним идентитетом.

### Општи стресори
У складу са мањинским стресом и социјално-еколошким моделима, претпоставља се да сложене интеракције између ЛГБТ+-специфичних мањинских стресора и општиһ животних стресора на више нивоа доприносе диспаритетима кардиоваскуларних болести код ЛГБТ+ одраслих особа. Све је више доказа да ЛГБТ+ популација доживљава значајне опште стресоре (нпр. животне недаће и финансијски стрес) који на више нивоа  негативно утичу на њихово здравље током животног века. На интерперсоналном нивоу, ЛГБТ+ одрасли чешће пријављују физичко и сексуално злостављање у детињству него вршњаци који нису ЛГБТ+, као и већу преваленцију међуљудског насиља у одраслом добу.
Постоје ограничени докази о детерминантама на структурном нивоу здравље међу ЛГБТ+ одраслима. Међутим, анализе података из 35 држава показују да ЛГБТ+ одрасле особе имају вишу стопу сиромаштва од цисродних хетеросексуалниһ особа (21,6% наспрам 15,7%). Стопе сиромаштва су највеће међу бисексуалним мушкарцима (19,5%) и женама (29,4%), трансродним особама (29,4%) и ЛГБТ+ особама које живе у руралним подручјима. У оквиру ЛГБТ+ популације, Латиноамериканци (37,3%), црнци (30,8%) , и одрасли амерички Индијанци/домородци Аљаске (32,4%) чешће живе у сиромаштву у поређењу са својим вршњацима беле расе (15,4%).
У многим околностима, општи стресори се најбоље разумеју у контексту стреса код мањина. На пример, економске разлике међу одраслим ЛГБТ+ особама могу бити вођене стресорима мањина на структурном нивоу; стопе сиромаштва су израженије међу ЛГБТ+ особама. Стога, мањински и општи стресори на више нивоа могу да утичу на различите нивое како би нарушили здравље ЛГБТ+ одрасли ограничавајући могућности за одговарајуће запошљавање, становање и приступ здравственој заштити.
Сви облици трауме међу ЛГБТ+ особама често су повезани са вероватном дијагнозом посттрауматског стресног поремећаја и нижом перцепцијом социјалне подршке. Траума одраслих била је повезана са анксиозношћу, док су трауме из детињства и током живота биле повезане са већим изгледима за депресију. Нису примећене значајне везе између облика трауме и фактора ризика у понашању, осим што је траума у детињству била повезана са већим изгледима преједања.. Логистички регресијски модели који испитују повезаност трауме и кардиометаболичког ризика открили су да је траума у детињству независни фактор ризика код ЛГБТ+ особа за појаву шећерне болести, гојазности и хипертензије.
На основу постојећих доказа, претпоставља се да демографски, друштвени и клинички фактори утичу на повезаност вишестепених ЛГБТК специфичних и општих стресора са кардиоваскуларним болестима  код ЛГБТ+ одраслих. Мањински стресори специфични за ЛГБТ+ могу да делују синергистички са општим стресорима и стресом повезаним са другим стигматизованим идентитетима на више нивоа да би пренели вишак ризика од кардиоваскуларних болести кроз психосоцијалне, бихејвиоралне и физиолошке путеве. На пример, црна бисексуална жена може доживети стрес који је повезан са њеним расним и сексуалним мањинским идентитетом, као и због тога што је жена најчешће има ниска примања, што би се могло разликовати од стреса који доживљавају друге ЛГБТ+ одрасле особе. Дакле, препознат је потенцијални утицај истовременог утицаја стигматизације и идентитета на кардиоваскуларних болести ЛГБТ+ одраслих.

### Додатни фактори ризика
Трансродне жене и мушкарци из сексуалних мањина сносе непропорционално оптерећење кардиоваскуларним болестима у поређењу са особама које нису ЛГБТ+ особе. ХИВ је повезан са повећаним ризиком од кардиоваскуларних болести због високе преваленције ризичног понашања међу особама са ХИВ-ом, дислипидемијом и другим повезаним кардиометаболичким променама, након одређених третмана ХИВ-а, и физиолошких ефекта саме ХИВ болести.
Штавише, употреба хормонске терапије која афирмише пол је идентификована као потенцијални допринос лошем кардиоваскуларним болестима код трансродних особа због потенцијалних кардиоваскуларних ефеката ових третмана.
Иако су студије идентификовале повећан ризик од венске тромбоемболије код трансродних особа, подаци о женам које узимају естроген,и другим исходима кардиоваскуларних болестих и њиховим узроцима су за сада ограничени. Такође и докази о повећаном ризику од кардиоваскуларних болестима код трансродних мушкараца остају ограничени и генерално недоследни.

### Употреба дувана
ЛГБТ+ одрасли чешће пријављују тренутну и доживотну употребу дувана него њихови цисродни хетеросексуални вршњаци.
Жене из сексуалних мањина чешће користе дуван него хетеросексуалне жене и мушкарци и мушкарци из сексуалне мањине.  Према подацима НХС Велике Британије међу ЛГБТ+ одраслим тренутно је 27% пушачана наспрам 18%  код хетеросексуалних одраслих особа. Проценат одраслих који су тренутно пуше цигарете био је највећи међу ЛГБ женама  31%, а најмањи међу хетеросексуалним женама 16%.
Упркос ограниченим доказима о употреби дувана међу трансродним особама, недавна анализа података  открила је већу преваленцију употребе цигарета и бездимног дувана код трансродних одраслих у поређењу са њиховим цисродним панданима.
Истраживања о друштвеним детерминантама употребе дувана у ЛГБТ+ популацији су оскудна, али расту. Анализе података заснованих на популационим студијама показују да је дискриминација на основу сексуалне оријентације један од предиктор пушења цигарета  код одраслих припадника сексуалних мањина.

## ЛГБТ+ наспрам хетеросексуалног здравља
Истраживања кроз историју показала су да ЛГБТК+ особе имају лошије здравље од својих хетеросексуалних колега у многим областима.
Извештај који је објавио National representative data on the health of lesbian, gay and bisexual adults  2021. године показао је да су лезбијке, геј и бисексуалне одрасле особе чешће пријављивале да имају ограничену дуготрајну болест и да имају „лоше“ или „веома лоше“ здравље него хетеросексуалне одрасле особе.  На основу података заснованих на репрезентативном узорку одраслих старијих од 16 година који су учествовали у Анкети здравља за Енглеску (ХСЕ) између 2011–2018. године:
- Већи проценат ЛГБТ+ одраслих (7%)  пријавио је „лоше“ или „веома лоше“ здравље у поређењу са хетеросексуалним одраслим особама (6%).

- Мањи проценат ЛГБТ+ одраслих је био гојазан (51%) од хетеросексуалних одраслих (63%).

- Преваленција ограничавајуће дуготрајне болести  била је већа код ЛГБТ+ одраслих (26%) у поређењу са хетеросексуалним одраслим особама (22%).

- Преваленција мускулоскелетних стања (укључујући артритис/реуматизам/фиброзитис и проблеме са леђима/склизнути диск/кичму/врат) била је нижа код ЛГБТ+ одраслих (13%) у поређењу са хетеросексуалним одраслим особама (16%).

Лезбијке, гејеви и бисексуалне особе такође имају већу вероватноћу нижег менталног благостање и више од два пута већа је вероватноћа да ће рећи да имају менталне поремећаје, поремећаје понашања или неуроразвојне поремећаје од хетеросексуалних особа.
Злоупотреба алкохола је једна област која је привукла пажњу истраживача. Једна аустралијска студија показала је да лезбијке и бисексуалне жене имају већи ниво злоупотребе алкохола и лошије ментално здравље од хетеросексуалних жена. Бисексуалне жене су биле више погођене овим диспаритетом него лезбијке.
Извештај НХС Дигитал је показао да су лезбијке, гејеви и бисексуалне особе такође склоније пушењу, при чему је 31% лезбијки и бисексуалних жена пријавило пушење, скоро двоструко више од 16% хетеросексуалних жена које су то чиниле.
Међутим, постоје неке области здравља у којима геј, лезбијке и бисексуалне особе могу имати боље здравствене резултате од хетеросексуалних особа. Мање је вероватно да ће патити од мишићно-скелетна стања, на пример.
Садашња студија, међутим, показује да лезбијке и бисексуалне жене могу имати лошије кардиоваскуларно здравље.

## Кардиоваскуларно здравње међу сексуалним мањинама
Истраживачи су открили да су лезбијке имале 0,95 поена, а бисексуалне жене 0,78 поена ниже ниже резултате у односу на 100 хетеросексуалних жена.
Геј и бисексуални мушкарци су показали супротан тренд, при чему су геј мушкарци имали 2,72 поена више резултате кардиоваскуларног здравља од хетеросексуалних мушкараца, а бисексуални мушкарци су имали 0,83 поена више резултате након прилагођавања.
Зашто лезбијке или би жене имају лошије здравље срца и даље је нејасно и у том смислу потребна су даља истраживања како би се утврдили потенцијални узроци.
Како објашњава оснивач Националног удружења за проучавање хомосексуалности, Др. Јосепх Ницолоси, главни сукоб у основи лезбијства је несвесно одбацивање девојке од стране девојке. Често се ово одбијање заснива на психолошким траумама, које спречавају успостављање везе са мајком током периода критичног за развој женског идентитета. Чак и ако девојчица не показује отворено мушко понашање, она ће и даље имати симптоме родног сукоба, често праћеног  спољним или унутрашњи стресови који узрокују психолошку трауму, која се потом избацује у несвест.
Према подацима Америчко медицинско удружење (АМА) лезбијке чешће од хетеросексуалних жена пријављују:
- психолошку невољу,
- живот усиромаштву,

- лоше здравље,

- вишеструке хроничне проблеме,

- злоупотребу алкохола и тешко пушење.

- ризик карцином дојке,

- депресија, анксиозност,

- кардиоваскуларне болести,

- гинеколошки карцином,

- гојазност,  јер је већа вероватноћа да ће лезбијке бити гојазне или гојазније од хетеросексуалних жена

- интравенозно давање лекова,

- ризици незаштићеног секса.

- постојање  вишеструке препреке за приступ здравственој заштити и стресорима које доживљавају лезбијке и бисексуалне жене у животу.  Лош приступ здравственој заштити и мањи контакт са здравственим радницима, посебно је ризичан током трудноће или приступа контрацепцији. Ово поткријепљује анализа која показује да су лезбијке које су биле трудне имале сличне кардиоваскуларне резултате као и хетеросексуалне жене.

Како студија открива, лезбијке и бисексуалне жене имају већу стопу пушења дувана и живота у сиромаштву што уз лошу здравствену заштиту доводе до веће стопе рака,  погоршања кардиоваскуларног здравља и других негативним здравственим искуства.

## Супротстављени ставови
Иако одрасли припадници сексуалниһ мањина показују повећан ризик од кардиоваскуларних болести у поређењу са хетеросексуалним одраслим особама, идентификовано је неколико разлика у дијагнози кардиоваскуларних болести.
Тако нпр. постоји приметна разлика између уоченог ризика од кардиоваскуларних болести и преваленције кардиоваскуларних болести код сексуалних мањина. Пушење, индекс телесне масе и глукоза наташте су чинили већи део могућих узрока чешћих кардиоваскуларних болести повезаним са сексуалним идентитетом, али те разлике нису објашњене нежељеним животним искуством (нпр дискриминацијм или сексуалним злостављањем  ЛГБТ+ особа). Те у том смислу требало би размотрити примену одговарајучих интервенција у кориговању здравственог понашања прилагођено женама из сексуалних мањина.
Већа преваленција кардиоваскуларних болести међу трансродним женама у поређењу са цисродним одраслим особама пронађена је у неколико студија које су користиле здравствене картоне сугерише да би овај парадокс код сексуалних мањина могао бити узрокован недостатком одговарајућег мерења крајњих тачака кардиоваскуларних болести. Анализе података из здравствених картона показују да трансродне жене на хормонима за афирмацију рода имају већу учесталост инфаркта миокарда,  венску тромбоемболију, исхемијски мождани удар, и кардиоваскуларни морталитет од њихових цисродних вршњака.
Упркос доказима о већем ризику код трансродниһ жена, налази о диспаритетима кардиоваскуларних болести међу трансродним мушкарцима су недоследни.  Штавише, неколико прегледа је закључило да су докази о већем кардиоваскуларном морбидитету и морталитету код трансродних особа ограничени методолошким питањима, укључујући употребу ретроспективних кохорти са кратким праћењем, дизајном пресека, неадекватним подацима о хормонима који потврђују пол, и недостатак инклузије трансродних старијих одраслих особа. 